# Nature Reviews Clinical Oncology
Nature Reviews Clinical Oncology, abgekürzt Nat. Rev. Clin. Oncol., ist eine Fachzeitschrift, die von der Nature Publishing Group herausgegeben wird. Die Erstausgabe erschien im November 2004. Bis zum März 2009 hieß die Zeitschrift Nature Clinical Practice Oncology. Derzeit werden zwölf Ausgaben im Jahr publiziert. Die Zeitschrift veröffentlicht Übersichtsartikel aus allen Bereichen der Onkologie.
Der Impact Factor des Journals lag im Jahr 2015 bei 18,786. Nach der Statistik des ISI Web of Knowledge wird das Journal mit diesem Impact Factor in der Kategorie Onkologie an siebenter Stelle von 213 Zeitschriften geführt.
Chefherausgeberin ist Lisa Hutchinson, die beim Verlag angestellt ist.